# فهرست رکوردهای نوجوانان جهان در وزنه‌برداری المپیک
این لیست حاوی رکوردهای جوانان جهان در رشته وزنه‌برداری است. رکوردها شامل تمامی اوزان و همچنین هر دو حرکت یک‌ضرب و دو ضرب است که توسط ورزشکاران زیر ۱۸ سال در مسابقات بین‌المللی به ثبت رسیده‌است.

## مردان
| رویداد      | رکورد       | ورزشکار                               | ملیت                | تاریخ          | مسابقه                        | مکان                    | سن              | منبع       |
| ۵۰ کیلوگرم  | ۵۰ کیلوگرم  | ۵۰ کیلوگرم                            | ۵۰ کیلوگرم          | ۵۰ کیلوگرم     | ۵۰ کیلوگرم                    | ۵۰ کیلوگرم              | ۵۰ کیلوگرم      | ۵۰ کیلوگرم |
| ----------- | ----------- | ------------------------------------- | ------------------- | -------------- | ----------------------------- | ----------------------- | --------------- | ---------- |
| یکضرب       | ۱۰۲ کیلوگرم | Zheng Liangrun                        | چین                 | ۴ مارس ۲۰۱۴    | قهرمانی نوجوانان آسیا         | Bang Saen, تایلند       | ۱۶ سال، ۱۲۱ روز |            |
| دوضرب       | 128 کیلوگرم | Tu Tung Do                            | ویتنام              | ۲۳ آوریل ۲۰۱۸  | قهرمانی نوجوانان آسیا         | گرگانج، ازبکستان        | ۱۴ سال، ۱۰۳ روز | [ ۱ ]      |
| مجموع       | ۲۲۷ کیلوگرم | سینپت کروایتونگ                       | تایلند              | ۵ سپتامبر ۲۰۱۱ | قهرمانی نوجوانان آسیا         | پاتایا، تایلند          | ۱۶ سال، ۱۴ روز  |            |
| ۵۶ کیلوگرم  |             |                                       |                     |                |                               |                         |                 |            |
| یکضرب       | ۱۲۸ کیلوگرم | Meng Cheng                            | چین                 | ۴ مارس ۲۰۱۴    | قهرمانی نوجوانان آسیا         | Bang Saen, تایلند       | ۱۶ سال، ۱۳۶ روز |            |
| دوضرب       | ۱۵۵ کیلوگرم | Meng Cheng                            | چین                 | ۱۷ اوت ۲۰۱۴    | Youth Olympic Games           | نانجینگ، جمهوری خلق چین | ۱۶ سال، ۲۷۲ روز |            |
| مجموع       | ۲۸۳ کیلوگرم | Meng Cheng                            | چین                 | ۱۷ اوت ۲۰۱۴    | Youth Olympic Games           | نانجینگ، جمهوری خلق چین | ۱۶ سال، ۲۷۲ روز |            |
| ۶۲ کیلوگرم  |             |                                       |                     |                |                               |                         |                 |            |
| یکضرب       | ۱۴۰ کیلوگرم | وو چائو                               | چین                 | ۴ نوامبر ۲۰۰۸  | Asian Interclub Championships | گویانگ، کره جنوبی       | ۱۶ سال، ۲۹۰ روز |            |
| دوضرب       | ۱۶۵ کیلوگرم | چن لیجون                              | چین                 | ۱۵ ژوئن ۲۰۱۰   | قهرمانی جوانان جهان           | صوفیه، بلغارستان        | ۱۷ سال، ۱۲۷ روز |            |
| مجموع       | ۳۰۰ کیلوگرم | وو چائو                               | چین                 | ۴ نوامبر ۲۰۰۸  | Asian Interclub Championships | گویانگ، کره جنوبی       | ۱۶ سال، ۲۹۰ روز |            |
| ۶۹ کیلوگرم  |             |                                       |                     |                |                               |                         |                 |            |
| یکضرب       | ۱۴۴ کیلوگرم | Jawad Mohammed Kadhum Karrar Mohammed | عراق                | ۹ نوامبر ۲۰۱۲  | قهرمانی نوجوانان آسیا         | یانگون، Myanmar         | ۱۷ سال، ۵۸ روز  | [ ۲ ]      |
| دوضرب       | ۱۸۰ کیلوگرم | Clarence Cummings Jr.                 | ایالات متحده آمریکا | ۲۷ ژوئن ۲۰۱۶   | قهرمانی جوانان جهان           | تفلیس، گرجستان          | ۱۶ سال، ۱۷۸ روز | [ ۳ ]      |
| مجموع       | ۳۱۷ کیلوگرم | Clarence Cummings Jr.                 | ایالات متحده آمریکا | ۲۷ ژوئن ۲۰۱۶   | قهرمانی جوانان جهان           | تفلیس، گرجستان          | ۱۶ سال، ۱۷۸ روز | [ ۳ ]      |
| ۷۷ کیلوگرم  |             |                                       |                     |                |                               |                         |                 |            |
| یکضرب       | ۱۵۶ کیلوگرم | Yeison Lopez                          | کلمبیا              | ۲۸ ژوئن ۲۰۱۶   | قهرمانی جوانان جهان           | تفلیس، گرجستان          | ۱۷ سال، ۱۷۱ روز | [ ۳ ]      |
| دوضرب       | ۱۹۰ کیلوگرم | Yeison Lopez                          | کلمبیا              | ۲۸ ژوئن ۲۰۱۶   | قهرمانی جوانان جهان           | تفلیس، گرجستان          | ۱۷ سال، ۱۷۱ روز | [ ۳ ]      |
| مجموع       | ۳۴۶ کیلوگرم | Yeison Lopez                          | کلمبیا              | ۲۸ ژوئن ۲۰۱۶   | قهرمانی جوانان جهان           | تفلیس، گرجستان          | ۱۷ سال، ۱۷۱ روز | [ ۳ ]      |
| ۸۵ کیلوگرم  |             |                                       |                     |                |                               |                         |                 |            |
| یکضرب       | ۱۷۰ کیلوگرم | ایلیا ایلین                           | قزاقستان            | ۱۴ نوامبر ۲۰۰۵ | World Championships           | دوحه، قطر               | ۱۷ سال، ۱۷۴ روز |            |
| دوضرب       | ۲۱۶ کیلوگرم | ایلیا ایلین                           | قزاقستان            | ۱۴ نوامبر ۲۰۰۵ | World Championships           | دوحه، قطر               | ۱۷ سال، ۱۷۴ روز |            |
| مجموع       | ۳۸۶ کیلوگرم | ایلیا ایلین                           | قزاقستان            | ۱۴ نوامبر ۲۰۰۵ | World Championships           | دوحه، قطر               | ۱۷ سال، ۱۷۴ روز |            |
| ۹۴ کیلوگرم  |             |                                       |                     |                |                               |                         |                 |            |
| یکضرب       | ۱۷۴ کیلوگرم | Aleksey Kosov                         | روسیه               | ۱۷ دسامبر ۲۰۱۱ | President's Cup               | بلگورود، روسیه          | ۱۷ سال، ۱۴۱ روز |            |
| دوضرب       | ۲۰۷ کیلوگرم | آرسن کاسابیف                          | گرجستان             | ۲۴ اوت ۲۰۰۴    | Olympic Games                 | آتن، یونان              | ۱۶ سال، ۲۸۳ روز |            |
| مجموع       | ۳۷۵ کیلوگرم | اندری آرمانو                          | بلاروس              | ۷ اکتبر ۲۰۰۵   | قهرمانی جوانان اروپا          | ترنچین، اسلواکی         | ۱۷ سال، ۱۷۳ روز |            |
| +۹۴ کیلوگرم |             |                                       |                     |                |                               |                         |                 |            |
| یکضرب       | ۱۸۴ کیلوگرم | سیمون مارتیروسیان                     | ارمنستان            | ۲۸ نوامبر ۲۰۱۴ | قهرمانی جوانان اروپا          | لیماسول، Cyprus         | ۱۷ سال، ۲۸۴ روز | [ ۴ ]      |
| دوضرب       | ۲۲۱ کیلوگرم | سیمون مارتیروسیان                     | ارمنستان            | ۲۳ اوت ۲۰۱۴    | Youth Olympic Games           | نانجینگ، جمهوری خلق چین | ۱۷ سال، ۱۸۷ روز | [ ۵ ]      |
| مجموع       | ۳۹۷ کیلوگرم | سیمون مارتیروسیان                     | ارمنستان            | ۳ مه ۲۰۱۴      | European Youth Championships  | تسیخانوو، لهستان        | ۱۷ سال، ۷۵ روز  | [ ۶ ]      |

## زنان
| رویداد      | رکورد       | ورزشکار          | ملیت       | تاریخ           | مسابقه                       | مکان              | سن              | منبع       |
| ۴۴ کیلوگرم  | ۴۴ کیلوگرم  | ۴۴ کیلوگرم       | ۴۴ کیلوگرم | ۴۴ کیلوگرم      | ۴۴ کیلوگرم                   | ۴۴ کیلوگرم        | ۴۴ کیلوگرم      | ۴۴ کیلوگرم |
| ----------- | ----------- | ---------------- | ---------- | --------------- | ---------------------------- | ----------------- | --------------- | ---------- |
| یکضرب       | ۷۷ کیلوگرم  | Şaziye Okur      | ترکیه      | ۸ سپتامبر ۲۰۰۹  | European Youth Championships | ایلات، اسرائیل    | ۱۷ سال، ۱۹۷ روز |            |
| دوضرب       | ۹۳ کیلوگرم  | Ri Song Gum      | کره شمالی  | ۴ مارس ۲۰۱۴     | قهرمانی نوجوانان آسیا        | Bang Saen, تایلند | ۱۶ سال، ۱۳۸ روز |            |
| مجموع       | ۱۶۹ کیلوگرم | Şaziye Okur      | ترکیه      | ۸ سپتامبر ۲۰۰۹  | قهرمانی نوجوانان اروپا       | ایلات، اسرائیل    | ۱۷ سال، ۱۹۷ روز |            |
| ۴۸ کیلوگرم  |             |                  |            |                 |                              |                   |                 |            |
| یکضرب       | ۹۲ کیلوگرم  | جیانگ هوئی‌هوا    | چین        | ۷ ژوئن ۲۰۱۵     | قهرمانی جوانان جهان          | وروتسواف، لهستان  | ۱۷ سال، ۱۳۶ روز |            |
| دوضرب       | ۱۱۶ کیلوگرم | Tian Yuan        | چین        | ۱۷ سپتامبر ۲۰۱۰ | World Championships          | آنتالیا، ترکیه    | ۱۷ سال، ۲۳۱ روز |            |
| مجموع       | ۲۰۵ کیلوگرم | جیانگ هوئی‌هوا    | چین        | ۷ ژوئن ۲۰۱۵     | قهرمانی جوانان جهان          | وروتسواف، لهستان  | ۱۷ سال، ۱۳۶ روز |            |
| ۵۳ کیلوگرم  |             |                  |            |                 |                              |                   |                 |            |
| یکضرب       | ۹۸ کیلوگرم  | لی پینگ          | چین        | ۱۰ نوامبر ۲۰۰۵  | World Championships          | دوحه، قطر         | ۱۷ سال، ۵۶ روز  |            |
| دوضرب       | ۱۲۹ کیلوگرم | زولفیا چینشانلو  | قزاقستان   | ۲۲ نوامبر ۲۰۰۹  | World Championships          | گویانگ، کره جنوبی | ۱۶ سال، ۱۲۰ روز |            |
| مجموع       | ۲۲۴ کیلوگرم | لی پینگ          | چین        | ۱۰ نوامبر ۲۰۰۵  | World Championships          | دوحه، قطر         | ۱۷ سال، ۵۶ روز  |            |
| ۵۸ کیلوگرم  |             |                  |            |                 |                              |                   |                 |            |
| یکضرب       | ۱۱۰ کیلوگرم | دنگ وی           | چین        | ۱۷ اوت ۲۰۱۰     | Youth Olympic Games          | سنگاپور           | ۱۷ سال، ۱۸۴ روز |            |
| دوضرب       | ۱۳۵ کیلوگرم | دنگ وی           | چین        | ۱۹ سپتامبر ۲۰۱۰ | World Championships          | آنتالیا، ترکیه    | ۱۷ سال، ۲۱۷ روز |            |
| مجموع       | ۲۴۲ کیلوگرم | دنگ وی           | چین        | ۱۷ اوت ۲۰۱۰     | Youth Olympic Games          | سنگاپور           | ۱۷ سال، ۱۸۴ روز |            |
| ۶۳ کیلوگرم  |             |                  |            |                 |                              |                   |                 |            |
| یکضرب       | ۱۰۷ کیلوگرم | Viktoria Savenko | روسیه      | ۲۱ مه ۲۰۰۵      | قهرمانی جوانان جهان          | بوسان، کره جنوبی  | ۱۶ سال، ۳۵۸ روز |            |
| دوضرب       | ۱۲۸ کیلوگرم | Viktoria Savenko | روسیه      | ۲۱ مه ۲۰۰۵      | قهرمانی جوانان جهان          | بوسان، کره جنوبی  | ۱۶ سال، ۳۵۸ روز |            |
| مجموع       | ۲۳۵ کیلوگرم | Viktoria Savenko | روسیه      | ۲۱ مه ۲۰۰۵      | قهرمانی جوانان جهان          | بوسان، کره جنوبی  | ۱۶ سال، ۳۵۸ روز |            |
| ۶۹ کیلوگرم  |             |                  |            |                 |                              |                   |                 |            |
| یکضرب       | ۱۱۷ کیلوگرم | زارما کاسیوا     | روسیه      | ۱۹ اوت ۲۰۰۴     | بازی‌های المپیک               | آتن، یونان        | ۱۷ سال، ۱۷۶ روز |            |
| دوضرب       | ۱۴۵ کیلوگرم | زارما کاسیوا     | روسیه      | ۱۹ اوت ۲۰۰۴     | بازی‌های المپیک               | آتن، یونان        | ۱۷ سال، ۱۷۶ روز |            |
| مجموع       | ۲۶۲ کیلوگرم | زارما کاسیوا     | روسیه      | ۱۹ اوت ۲۰۰۴     | بازی‌های المپیک               | آتن، یونان        | ۱۷ سال، ۱۷۶ روز |            |
| +۶۹ کیلوگرم |             |                  |            |                 |                              |                   |                 |            |
| یکضرب       | ۱۲۳ کیلوگرم | Nadezhda Nogay   | قزاقستان   | ۲۴ سپتامبر ۲۰۱۲ | قهرمانی نوجوانان جهان        | کوشیتسه، Slovakia | ۱۶ سال، ۱۲۶ روز | [ ۷ ]      |
| دوضرب       | ۱۵۱ کیلوگرم | Nadezhda Nogay   | قزاقستان   | ۱۴ مه ۲۰۱۱      | قهرمانی نوجوانان جهان        | لیما، پرو         | ۱۴ سال، ۳۵۹ روز |            |
| مجموع       | ۲۷۲ کیلوگرم | Nadezhda Nogay   | قزاقستان   | ۱۴ مه ۲۰۱۱      | قهرمانی نوجوانان جهان        | لیما، پرو         | ۱۴ سال، ۳۵۹ روز |            |